# イグナーツ・ワーグハルター
イグナーツ・ワーグハルター（Ignaz Waghalter, 1881年3月15日 - 1949年4月7日）は、ワルシャワに生まれニューヨークに没したユダヤ系ドイツ人作曲家、指揮者。

## 略歴

### 作曲家
若くしてヴァイオリニスト、ヨーゼフ・ヨアヒムに認められ、彼の援助でベルリン芸術大学に進む。在学中はフリードリヒ・ゲルンスハイムに作曲と指揮を学んだ。初めは作曲家として声価を得る。最初期の作品である『弦楽四重奏曲』はヨアヒムから高く評価され、21歳にして『ヴァイオリンとピアノのためのソナタ』でメンデルスゾーン賞を受賞した。

### 指揮者
作曲家としてデビューしてほどなく指揮者として頭角を現し、ベルリン・コーミッシェ・オーパー、エッセン劇場の指揮者を経て、1912年から、ベルリン市立歌劇場音楽監督。同歌劇場在任中、『西部の娘』『トスカ』『ラ・ボエーム』のドイツ初演を大成功させ、プッチーニ作品のドイツ国内での再評価に道をつけた。1923年に同ポストを辞し渡米、ニューヨーク・フィルハーモニックの音楽監督となる。

## 評価
第二次大戦前期は、もっとも重要なドイツの作曲家のひとりとして評価を確立するが、戦後急速に過去の人となった。大時代なロマンティシズムに彩られた作風が、第二次大戦後の先鋭な価値観と相容れなかったことがその原因だとされたが、近年再評価の気運が高まりつつある。

## 作品
- 『弦楽四重奏曲』（1901年）
- 『ヴァイオリンとピアノのためのソナタ』（1902年）
- 『ヴァイオリン協奏曲』
- 『悪魔の方法』（1911年）
- 『マンドラゴーラ』（1914年）
- 『遅い客』（1922年）
- 『サタニエル』（1923年）